# Bahía de las Pombas
Bahía de la Pombas (en portugués: Baía das Pombas; también conocida como Baía das Patas) es un cuerpo de Agua de Portugal localizado en la freguesia de Biscoitos, municipio de Praia da Vitória, en la isla Terceira, del archipiélago de las Azores.
Esta bahía se ubica en la zona oriental de Biscoitos y es un lugar de fácil Acceso. Esta también bastante protegida de las corrientes del Mar del Norte.
Es ampliamente utilizada tanto para el buceo como para el snorkeling principalmente en la costa debido a la variedad y abundancia de peces que se encuentran en sus aguas.